# Список богомолів Болгарії
У фауні Болгарії відомо 5 видів богомолів. Богомоли поширені в основному в субтропічних та тропічних країнах з теплим кліматом, лише окремі види зустрічаються у помірному кліматі. До 2018 року в країні відмічали 4 види богомолів. Натомість розширення ареалу деревного богомола закавказького підняло це число до 5.

## Список видів
| Наукова назва, автор, рік опису        | Таксономія          | Статус МСОП | Зображення | Зауваження щодо поширення                                                                            |
| Mantis religiosa Linnaeus, 1758        | Родина Mantidae     | LC          |            | Знайдений у багатьох регіонах країни, зокрема в Родопських горах, імаго трапляються в серпні-грудні  |
| Empusa fasciata Brullé, 1832           | Родина емпузові     | -           |            | Знайдений у багатьох регіонах країни, зокрема в Родопських горах, імаго трапляються у квітні-серпні  |
| Iris oratoria Linnaeus, 1758           | Родина Tarachodidae | -           |            | Рідкісний у Болгарії, відомий у Родопських горах та долині Струми, імаго трапляються в червні-жовтні |
| Ameles heldreichi Brunner, 1882        | Родина Mantidae     | —           |            | Відомий зокрема в Родопських горах, імаго трапляються в серпні-листопаді                             |
| Hierodula transcaucasica Brunner, 1878 | Родина Mantidae     | —           |            | Виявлений 2017 року на Верхньофракійській низовині, в Пазарджику та околицях                         |